# Ginter Leopold Schwarzburg-Sondershausen
Ginter Leopold Schwarzburg-Sondershausen (niem. Günther Leopold Prinz von Schwarzburg-Sondershausen, ur. 2 lipca 1832 w Arnstadt; zm. 20 kwietnia 1906 w Berlinie) – książę Schwarzburg-Sondershausen, oficer pruski, generał kawalerii.

## Życiorys
Leopold był synem księcia Gintera Fryderyka Karola II Schwarzburg-Sondershausen i księżnej Marii von Schwarzburg-Rudolstadt.
Po ukończeniu nauki w gimnazjum w Dreźnie, Berlinie i Genewie rozpoczął 24 kwietnia 1851 roku służbę wojskową jako podporucznik w pułku kirasjerów gwardii. Brał udział w wojnie prusko-austriackiej. Walczył w bitwie pod Czeską Skalicą 28 czerwca 1866 i w bitwie pod Sadową 3 lipca 1866.
24 grudnia 1889 otrzymał stopień generała kawalerii. Za swoje zasługi otrzymał 18 czerwca 1896 Order Czerwonego Orła, drugie w hierarchii ważności pruskie odznaczenie. Książę Leopold nigdy się nie ożenił. Nie miał też potomstwa. Zmarł w Berlinie 20 kwietnia 1906 roku.

## Odznaczenia
Odznaczenia Gintera Leopolda Schwarzburg-Sondershausen to między innymi:
- Order Orła Czerwonego I klasy z mieczami na pierścieniu (Prusy)
- Order Orła Czerwonego III klasy z mieczami (Prusy)
- Krzyż Wielki Orderu Sokoła Białego (Saksonia-Weimar)
- Krzyż Wielki Orderu Ernestyńskiego (Saksonia)
- Krzyż Zasługi I klasy (Schwarzburg)